# Apantesis decorata
Apantesis decorata là một loài bướm đêm thuộc phân họ Arctiinae, họ Erebidae.